# Шайтанка (нижний левый приток Туры)
Шайтанка — река в Свердловской области России. Устье реки находится в 330 км по левому берегу реки Тура. Длина реки составляет 17 км. Протекает в направлении с северо-востока на юго-запад. Учтённых притоков не имеет.

## Данные водного реестра
По данным государственного водного реестра России относится к Иртышскому бассейновому округу, водохозяйственный участок реки — Тура от впадения реки Тагил и до устья, без рек Тагил, Ница и Пышма, речной подбассейн реки — Тобол. Речной бассейн реки — Иртыш.
Код объекта в государственном водном реестре — 14010502312111200006299.